# Världsmästerskapet i schack 1954
Världsmästerskapet i schack 1954 var en titelmatch mellan den regerande världsmästaren Michail Botvinnik och utmanaren Vasilij Smyslov. Den spelades i Moskva mellan den 16 mars och 13 maj 1954. Matchen spelades över 24 partier och slutade med att Botvinnik behöll världsmästartiteln.
Det var andra gången som Botvinnik försvarade sin titel och precis som 1951 gjorde han det genom att spela oavgjort, 12–12.
Det var en svängig match med många vinstpartier där ledningen skiftade. Av de sexton första partierna slutade bara fyra remi.

## Kvalificering till titelmatchen
Kvalificeringen till titelmatchen skedde i flera steg, från zonturneringar till en interzonturnering till en kandidatturnering.

### Interzonturneringen
Interzonturneringen med 21 deltagare spelades i Stockholm och i Saltsjöbaden mellan den 15 september och 20 oktober 1952.
Den första ronden, och de sju sista, spelades i Blå hallen i Stockholms stadshus. De övriga på Grand Hotel Saltsjöbaden, där även interzonturneringen 1948 spelats.
Tjugotvå spelare var kvalificerade för turneringen. FIDE hade utsett Gideon Ståhlberg och Hermann Pilnik från Argentina till reserver.
Tjecken Jan Foltys avled innan turneringen och hans ersättare Pál Benkő satt i fängelse efter att ha försökt hoppa av till väst, så platsen gick i stället till Ståhlberg.
De amerikaner som var kvalificerade (Larry Evans och Max Pavey) hade inte möjlighet att delta och ersattes av Herman Steiner från USA och Pilnik.
Argentinaren Julio Bolbochan bröt efter två ronder på grund av sjukdom.
Turneringen vanns överlägset av Alexander Kotov med 16½ poäng på 20 ronder, tre poäng före närmaste man. På andra till femte plats kom Mark Tajmanov, Tigran Petrosian, Jefim Geller och Jurij Averbach, alla från Sovjetunionen.
Alla partier mellan de sovjetiska spelarna slutade remi, i många fall var det korta remipartier.
På sjätte till åttonde plats slutade Gideon Ståhlberg, László Szabó och Svetozar Gligorić. De hade samma poäng som Averbach (12½) men något sämre särskiljning (Sonneborn-Berger-poäng).
Ursprungligen var det tänkt att bara de fem första skulle vara kvalificerade för kandidatturneringen, men eftersom de sovjetiska snabbremierna var kontroversiella och det hade varit jämnt i toppen, beslutade FIDE att de åtta första skulle få en plats.
Gösta Stoltz slutade på sextonde plats i turneringen.

### Kandidatturneringen
Kandidatturneringen spelades i Zürich och Neuhausen am Rheinfall (de första åtta ronderna) mellan den 30 augusti och 24 oktober 1953. Den samlade hela världseliten (förutom titelförsvararen Botvinnik).
Utöver de åtta från interzonturneringen var de fem första från kandidatturneringen 1950 (Bronstein, Boleslavskyj, Smyslov, Keres och Najdorf) direktkvalificerade. 
Även två deltagare i VM-turneringen 1948 som inte kvalificerat sig på annat sätt (Reshevsky och Euwe) fick delta.
Det blev totalt 15 deltagare och eftersom alla mötte alla två gånger blev det en lång, hård turnering med 28 ronder. 
Vasilij Smyslov klarade de fysiska och psykiska påfrestningarna bäst och i slutet av turneringen gick han ifrån och vann med två poäng före en grupp av tre spelare. Han fick därmed rätten att utmana Botvinnik om VM-titeln.
| Placering | Spelare            | 1   | 2   | 3   | 4   | 5   | 6   | 7   | 8   | 9   | 10  | 11  | 12  | 13  | 14  | 15  | Poäng |
| --------- | ------------------ | --- | --- | --- | --- | --- | --- | --- | --- | --- | --- | --- | --- | --- | --- | --- | ----- |
| 1         | Vasilij Smyslov    |     | ½ ½ | 1 1 | ½ 1 | ½ ½ | 1 1 | ½ ½ | ½ 0 | ½ ½ | ½ ½ | ½ ½ | ½ ½ | 1 ½ | 1 1 | 1 ½ | 18    |
| 2–4       | David Bronstein    | ½ ½ |     | 1 ½ | 1 1 | ½ ½ | ½ 0 | ½ ½ | ½ ½ | 1 ½ | ½ ½ | ½ ½ | 0 1 | 1 ½ | ½ ½ | ½ ½ | 16    |
| 2–4       | Paul Keres         | 0 0 | 0 ½ |     | ½ ½ | ½ 1 | ½ 1 | ½ ½ | ½ ½ | ½ ½ | 0 ½ | 1 1 | 1 ½ | ½ 1 | ½ ½ | 1 1 | 16    |
| 2–4       | Samuel Reshevsky   | ½ 0 | 0 0 | ½ ½ |     | ½ ½ | ½ ½ | ½ ½ | 1 0 | ½ ½ | ½ 1 | ½ 1 | 1 ½ | ½ 1 | 1 1 | 1 ½ | 16    |
| 5         | Tigran Petrosian   | ½ ½ | ½ ½ | ½ 0 | ½ ½ |     | ½ ½ | 0 ½ | ½ ½ | 0 0 | ½ ½ | ½ ½ | 1 1 | ½ 1 | 1 ½ | 1 1 | 15    |
| 6–7       | Jefim Geller       | 0 0 | ½ 1 | ½ 0 | ½ ½ | ½ ½ |     | 1 1 | ½ 0 | 0 1 | ½ ½ | 0 1 | 1 ½ | ½ 1 | 0 1 | ½ ½ | 14½   |
| 6–7       | Miguel Najdorf     | ½ ½ | ½ ½ | ½ ½ | ½ ½ | 1 ½ | 0 0 |     | 1 ½ | 1 ½ | ½ 0 | ½ ½ | ½ ½ | ½ ½ | 0 ½ | 1 1 | 14½   |
| 8–9       | Alexander Kotov    | ½ 1 | ½ ½ | ½ ½ | 0 1 | ½ ½ | ½ 1 | 0 ½ |     | 1 0 | 1 ½ | 0 0 | 1 0 | 1 ½ | 0 ½ | 0 1 | 14    |
| 8–9       | Mark Tajmanov      | ½ ½ | 0 ½ | ½ ½ | ½ ½ | 1 1 | 1 0 | 0 ½ | 0 1 |     | 1 0 | ½ ½ | ½ ½ | ½ 0 | 0 ½ | 1 1 | 14    |
| 10–11     | Jurij Averbach     | ½ ½ | ½ ½ | 1 ½ | 0 ½ | ½ ½ | ½ ½ | 1 ½ | 0 ½ | 0 1 |     | ½ ½ | ½ ½ | 0 ½ | 1 1 | 0 0 | 13½   |
| 10–11     | Isaak Boleslavskyj | ½ ½ | ½ ½ | 0 0 | ½ 0 | ½ ½ | 1 0 | ½ ½ | 1 1 | ½ ½ | ½ ½ |     | ½ 0 | ½ ½ | ½ 1 | ½ ½ | 13½   |
| 12        | László Szabó       | ½ ½ | 1 0 | 0 ½ | 0 ½ | 0 0 | 0 ½ | ½ ½ | 0 1 | ½ ½ | ½ ½ | ½ 1 |     | 1 ½ | ½ ½ | 1 ½ | 13    |
| 13        | Svetozar Gligorić  | 0 ½ | 0 ½ | ½ 0 | ½ 0 | ½ 0 | ½ 0 | ½ ½ | 0 ½ | ½ 1 | 1 ½ | ½ ½ | 0 ½ |     | ½ 1 | 1 1 | 12½   |
| 14        | Max Euwe           | 0 0 | ½ ½ | ½ ½ | 0 0 | 0 ½ | 1 0 | 1 ½ | 1 ½ | 1 ½ | 0 0 | ½ 0 | ½ ½ | ½ 0 |     | 1 ½ | 11½   |
| 15        | Gideon Ståhlberg   | 0 ½ | ½ ½ | 0 0 | 0 ½ | 0 0 | ½ ½ | 0 0 | 1 0 | 0 0 | 1 1 | ½ ½ | 0 ½ | 0 0 | 0 ½ |     | 8     |

Liksom i interzonturneringen blev det diskussioner om sovjetiskt samarbete och fusk. David Bronstein (som också skrev en känd bok om turneringen) hävdade många år senare att de andra sovjetiska spelarna utsattes för påtryckningar för att se till att Smyslov skulle vinna turneringen och inte Reshevsky (som länge låg lika med Smyslov). Andra sovjetiska spelare har förnekat att det förekom uppgjorda partier.

## Regler
Titelmatchen spelades som bäst av 24 partier. Vid ett oavgjort resultat (12–12) behöll den regerande mästaren titeln.

## Resultat
| Namn              | Parti | Parti | Parti | Parti | Parti | Parti | Parti | Parti | Parti | Parti | Parti | Parti | Parti | Parti | Parti | Parti | Parti | Parti | Parti | Parti | Parti | Parti | Parti | Parti | Poäng |
| Namn              | 1     | 2     | 3     | 4     | 5     | 6     | 7     | 8     | 9     | 10    | 11    | 12    | 13    | 14    | 15    | 16    | 17    | 18    | 19    | 20    | 21    | 22    | 23    | 24    | Poäng |
| ----------------- | ----- | ----- | ----- | ----- | ----- | ----- | ----- | ----- | ----- | ----- | ----- | ----- | ----- | ----- | ----- | ----- | ----- | ----- | ----- | ----- | ----- | ----- | ----- | ----- | ----- |
| Michail Botvinnik | 1     | 1     | ½     | 1     | ½     | ½     | 0     | ½     | 0     | 0     | 0     | 1     | 1     | 0     | 1     | 1     | ½     | ½     | ½     | 0     | ½     | ½     | 0     | ½     | 12    |
| Vasilij Smyslov   | 0     | 0     | ½     | 0     | ½     | ½     | 1     | ½     | 1     | 1     | 1     | 0     | 0     | 1     | 0     | 0     | ½     | ½     | ½     | 1     | ½     | ½     | 1     | ½     | 12    |

## Partier
I de partier där Smyslov hade vit spelades framför allt Winavervarianten i franskt parti och kungsindiskt i förhand. 
Med Botvinnik som vit blev det framför allt damgambit och olika indiska försvar.
|   | a | b | c | d | e | f | g | h |   |
| 8 | a8 svart torn · c8 svart löpare · f8 svart torn · g8 svart kung · a7 svart bonde · d7 svart springare · f7 svart bonde · g7 svart löpare · h7 svart bonde · a6 svart drottning · c6 vit springare · d6 svart bonde · g6 svart bonde · g5 vit löpare · a4 svart bonde · c4 vit bonde · e4 vit bonde · g4 vit bonde · g3 vit bonde · a2 vit bonde · b2 vit bonde · f2 vit bonde · g2 vit löpare · a1 vit torn · d1 vit drottning · f1 vit torn · g1 vit kung | a8 svart torn · c8 svart löpare · f8 svart torn · g8 svart kung · a7 svart bonde · d7 svart springare · f7 svart bonde · g7 svart löpare · h7 svart bonde · a6 svart drottning · c6 vit springare · d6 svart bonde · g6 svart bonde · g5 vit löpare · a4 svart bonde · c4 vit bonde · e4 vit bonde · g4 vit bonde · g3 vit bonde · a2 vit bonde · b2 vit bonde · f2 vit bonde · g2 vit löpare · a1 vit torn · d1 vit drottning · f1 vit torn · g1 vit kung | a8 svart torn · c8 svart löpare · f8 svart torn · g8 svart kung · a7 svart bonde · d7 svart springare · f7 svart bonde · g7 svart löpare · h7 svart bonde · a6 svart drottning · c6 vit springare · d6 svart bonde · g6 svart bonde · g5 vit löpare · a4 svart bonde · c4 vit bonde · e4 vit bonde · g4 vit bonde · g3 vit bonde · a2 vit bonde · b2 vit bonde · f2 vit bonde · g2 vit löpare · a1 vit torn · d1 vit drottning · f1 vit torn · g1 vit kung | a8 svart torn · c8 svart löpare · f8 svart torn · g8 svart kung · a7 svart bonde · d7 svart springare · f7 svart bonde · g7 svart löpare · h7 svart bonde · a6 svart drottning · c6 vit springare · d6 svart bonde · g6 svart bonde · g5 vit löpare · a4 svart bonde · c4 vit bonde · e4 vit bonde · g4 vit bonde · g3 vit bonde · a2 vit bonde · b2 vit bonde · f2 vit bonde · g2 vit löpare · a1 vit torn · d1 vit drottning · f1 vit torn · g1 vit kung | a8 svart torn · c8 svart löpare · f8 svart torn · g8 svart kung · a7 svart bonde · d7 svart springare · f7 svart bonde · g7 svart löpare · h7 svart bonde · a6 svart drottning · c6 vit springare · d6 svart bonde · g6 svart bonde · g5 vit löpare · a4 svart bonde · c4 vit bonde · e4 vit bonde · g4 vit bonde · g3 vit bonde · a2 vit bonde · b2 vit bonde · f2 vit bonde · g2 vit löpare · a1 vit torn · d1 vit drottning · f1 vit torn · g1 vit kung | a8 svart torn · c8 svart löpare · f8 svart torn · g8 svart kung · a7 svart bonde · d7 svart springare · f7 svart bonde · g7 svart löpare · h7 svart bonde · a6 svart drottning · c6 vit springare · d6 svart bonde · g6 svart bonde · g5 vit löpare · a4 svart bonde · c4 vit bonde · e4 vit bonde · g4 vit bonde · g3 vit bonde · a2 vit bonde · b2 vit bonde · f2 vit bonde · g2 vit löpare · a1 vit torn · d1 vit drottning · f1 vit torn · g1 vit kung | a8 svart torn · c8 svart löpare · f8 svart torn · g8 svart kung · a7 svart bonde · d7 svart springare · f7 svart bonde · g7 svart löpare · h7 svart bonde · a6 svart drottning · c6 vit springare · d6 svart bonde · g6 svart bonde · g5 vit löpare · a4 svart bonde · c4 vit bonde · e4 vit bonde · g4 vit bonde · g3 vit bonde · a2 vit bonde · b2 vit bonde · f2 vit bonde · g2 vit löpare · a1 vit torn · d1 vit drottning · f1 vit torn · g1 vit kung | a8 svart torn · c8 svart löpare · f8 svart torn · g8 svart kung · a7 svart bonde · d7 svart springare · f7 svart bonde · g7 svart löpare · h7 svart bonde · a6 svart drottning · c6 vit springare · d6 svart bonde · g6 svart bonde · g5 vit löpare · a4 svart bonde · c4 vit bonde · e4 vit bonde · g4 vit bonde · g3 vit bonde · a2 vit bonde · b2 vit bonde · f2 vit bonde · g2 vit löpare · a1 vit torn · d1 vit drottning · f1 vit torn · g1 vit kung | 8 |
| 7 | a8 svart torn · c8 svart löpare · f8 svart torn · g8 svart kung · a7 svart bonde · d7 svart springare · f7 svart bonde · g7 svart löpare · h7 svart bonde · a6 svart drottning · c6 vit springare · d6 svart bonde · g6 svart bonde · g5 vit löpare · a4 svart bonde · c4 vit bonde · e4 vit bonde · g4 vit bonde · g3 vit bonde · a2 vit bonde · b2 vit bonde · f2 vit bonde · g2 vit löpare · a1 vit torn · d1 vit drottning · f1 vit torn · g1 vit kung | a8 svart torn · c8 svart löpare · f8 svart torn · g8 svart kung · a7 svart bonde · d7 svart springare · f7 svart bonde · g7 svart löpare · h7 svart bonde · a6 svart drottning · c6 vit springare · d6 svart bonde · g6 svart bonde · g5 vit löpare · a4 svart bonde · c4 vit bonde · e4 vit bonde · g4 vit bonde · g3 vit bonde · a2 vit bonde · b2 vit bonde · f2 vit bonde · g2 vit löpare · a1 vit torn · d1 vit drottning · f1 vit torn · g1 vit kung | a8 svart torn · c8 svart löpare · f8 svart torn · g8 svart kung · a7 svart bonde · d7 svart springare · f7 svart bonde · g7 svart löpare · h7 svart bonde · a6 svart drottning · c6 vit springare · d6 svart bonde · g6 svart bonde · g5 vit löpare · a4 svart bonde · c4 vit bonde · e4 vit bonde · g4 vit bonde · g3 vit bonde · a2 vit bonde · b2 vit bonde · f2 vit bonde · g2 vit löpare · a1 vit torn · d1 vit drottning · f1 vit torn · g1 vit kung | a8 svart torn · c8 svart löpare · f8 svart torn · g8 svart kung · a7 svart bonde · d7 svart springare · f7 svart bonde · g7 svart löpare · h7 svart bonde · a6 svart drottning · c6 vit springare · d6 svart bonde · g6 svart bonde · g5 vit löpare · a4 svart bonde · c4 vit bonde · e4 vit bonde · g4 vit bonde · g3 vit bonde · a2 vit bonde · b2 vit bonde · f2 vit bonde · g2 vit löpare · a1 vit torn · d1 vit drottning · f1 vit torn · g1 vit kung | a8 svart torn · c8 svart löpare · f8 svart torn · g8 svart kung · a7 svart bonde · d7 svart springare · f7 svart bonde · g7 svart löpare · h7 svart bonde · a6 svart drottning · c6 vit springare · d6 svart bonde · g6 svart bonde · g5 vit löpare · a4 svart bonde · c4 vit bonde · e4 vit bonde · g4 vit bonde · g3 vit bonde · a2 vit bonde · b2 vit bonde · f2 vit bonde · g2 vit löpare · a1 vit torn · d1 vit drottning · f1 vit torn · g1 vit kung | a8 svart torn · c8 svart löpare · f8 svart torn · g8 svart kung · a7 svart bonde · d7 svart springare · f7 svart bonde · g7 svart löpare · h7 svart bonde · a6 svart drottning · c6 vit springare · d6 svart bonde · g6 svart bonde · g5 vit löpare · a4 svart bonde · c4 vit bonde · e4 vit bonde · g4 vit bonde · g3 vit bonde · a2 vit bonde · b2 vit bonde · f2 vit bonde · g2 vit löpare · a1 vit torn · d1 vit drottning · f1 vit torn · g1 vit kung | a8 svart torn · c8 svart löpare · f8 svart torn · g8 svart kung · a7 svart bonde · d7 svart springare · f7 svart bonde · g7 svart löpare · h7 svart bonde · a6 svart drottning · c6 vit springare · d6 svart bonde · g6 svart bonde · g5 vit löpare · a4 svart bonde · c4 vit bonde · e4 vit bonde · g4 vit bonde · g3 vit bonde · a2 vit bonde · b2 vit bonde · f2 vit bonde · g2 vit löpare · a1 vit torn · d1 vit drottning · f1 vit torn · g1 vit kung | a8 svart torn · c8 svart löpare · f8 svart torn · g8 svart kung · a7 svart bonde · d7 svart springare · f7 svart bonde · g7 svart löpare · h7 svart bonde · a6 svart drottning · c6 vit springare · d6 svart bonde · g6 svart bonde · g5 vit löpare · a4 svart bonde · c4 vit bonde · e4 vit bonde · g4 vit bonde · g3 vit bonde · a2 vit bonde · b2 vit bonde · f2 vit bonde · g2 vit löpare · a1 vit torn · d1 vit drottning · f1 vit torn · g1 vit kung | 7 |
| 6 | a8 svart torn · c8 svart löpare · f8 svart torn · g8 svart kung · a7 svart bonde · d7 svart springare · f7 svart bonde · g7 svart löpare · h7 svart bonde · a6 svart drottning · c6 vit springare · d6 svart bonde · g6 svart bonde · g5 vit löpare · a4 svart bonde · c4 vit bonde · e4 vit bonde · g4 vit bonde · g3 vit bonde · a2 vit bonde · b2 vit bonde · f2 vit bonde · g2 vit löpare · a1 vit torn · d1 vit drottning · f1 vit torn · g1 vit kung | a8 svart torn · c8 svart löpare · f8 svart torn · g8 svart kung · a7 svart bonde · d7 svart springare · f7 svart bonde · g7 svart löpare · h7 svart bonde · a6 svart drottning · c6 vit springare · d6 svart bonde · g6 svart bonde · g5 vit löpare · a4 svart bonde · c4 vit bonde · e4 vit bonde · g4 vit bonde · g3 vit bonde · a2 vit bonde · b2 vit bonde · f2 vit bonde · g2 vit löpare · a1 vit torn · d1 vit drottning · f1 vit torn · g1 vit kung | a8 svart torn · c8 svart löpare · f8 svart torn · g8 svart kung · a7 svart bonde · d7 svart springare · f7 svart bonde · g7 svart löpare · h7 svart bonde · a6 svart drottning · c6 vit springare · d6 svart bonde · g6 svart bonde · g5 vit löpare · a4 svart bonde · c4 vit bonde · e4 vit bonde · g4 vit bonde · g3 vit bonde · a2 vit bonde · b2 vit bonde · f2 vit bonde · g2 vit löpare · a1 vit torn · d1 vit drottning · f1 vit torn · g1 vit kung | a8 svart torn · c8 svart löpare · f8 svart torn · g8 svart kung · a7 svart bonde · d7 svart springare · f7 svart bonde · g7 svart löpare · h7 svart bonde · a6 svart drottning · c6 vit springare · d6 svart bonde · g6 svart bonde · g5 vit löpare · a4 svart bonde · c4 vit bonde · e4 vit bonde · g4 vit bonde · g3 vit bonde · a2 vit bonde · b2 vit bonde · f2 vit bonde · g2 vit löpare · a1 vit torn · d1 vit drottning · f1 vit torn · g1 vit kung | a8 svart torn · c8 svart löpare · f8 svart torn · g8 svart kung · a7 svart bonde · d7 svart springare · f7 svart bonde · g7 svart löpare · h7 svart bonde · a6 svart drottning · c6 vit springare · d6 svart bonde · g6 svart bonde · g5 vit löpare · a4 svart bonde · c4 vit bonde · e4 vit bonde · g4 vit bonde · g3 vit bonde · a2 vit bonde · b2 vit bonde · f2 vit bonde · g2 vit löpare · a1 vit torn · d1 vit drottning · f1 vit torn · g1 vit kung | a8 svart torn · c8 svart löpare · f8 svart torn · g8 svart kung · a7 svart bonde · d7 svart springare · f7 svart bonde · g7 svart löpare · h7 svart bonde · a6 svart drottning · c6 vit springare · d6 svart bonde · g6 svart bonde · g5 vit löpare · a4 svart bonde · c4 vit bonde · e4 vit bonde · g4 vit bonde · g3 vit bonde · a2 vit bonde · b2 vit bonde · f2 vit bonde · g2 vit löpare · a1 vit torn · d1 vit drottning · f1 vit torn · g1 vit kung | a8 svart torn · c8 svart löpare · f8 svart torn · g8 svart kung · a7 svart bonde · d7 svart springare · f7 svart bonde · g7 svart löpare · h7 svart bonde · a6 svart drottning · c6 vit springare · d6 svart bonde · g6 svart bonde · g5 vit löpare · a4 svart bonde · c4 vit bonde · e4 vit bonde · g4 vit bonde · g3 vit bonde · a2 vit bonde · b2 vit bonde · f2 vit bonde · g2 vit löpare · a1 vit torn · d1 vit drottning · f1 vit torn · g1 vit kung | a8 svart torn · c8 svart löpare · f8 svart torn · g8 svart kung · a7 svart bonde · d7 svart springare · f7 svart bonde · g7 svart löpare · h7 svart bonde · a6 svart drottning · c6 vit springare · d6 svart bonde · g6 svart bonde · g5 vit löpare · a4 svart bonde · c4 vit bonde · e4 vit bonde · g4 vit bonde · g3 vit bonde · a2 vit bonde · b2 vit bonde · f2 vit bonde · g2 vit löpare · a1 vit torn · d1 vit drottning · f1 vit torn · g1 vit kung | 6 |
| 5 | a8 svart torn · c8 svart löpare · f8 svart torn · g8 svart kung · a7 svart bonde · d7 svart springare · f7 svart bonde · g7 svart löpare · h7 svart bonde · a6 svart drottning · c6 vit springare · d6 svart bonde · g6 svart bonde · g5 vit löpare · a4 svart bonde · c4 vit bonde · e4 vit bonde · g4 vit bonde · g3 vit bonde · a2 vit bonde · b2 vit bonde · f2 vit bonde · g2 vit löpare · a1 vit torn · d1 vit drottning · f1 vit torn · g1 vit kung | a8 svart torn · c8 svart löpare · f8 svart torn · g8 svart kung · a7 svart bonde · d7 svart springare · f7 svart bonde · g7 svart löpare · h7 svart bonde · a6 svart drottning · c6 vit springare · d6 svart bonde · g6 svart bonde · g5 vit löpare · a4 svart bonde · c4 vit bonde · e4 vit bonde · g4 vit bonde · g3 vit bonde · a2 vit bonde · b2 vit bonde · f2 vit bonde · g2 vit löpare · a1 vit torn · d1 vit drottning · f1 vit torn · g1 vit kung | a8 svart torn · c8 svart löpare · f8 svart torn · g8 svart kung · a7 svart bonde · d7 svart springare · f7 svart bonde · g7 svart löpare · h7 svart bonde · a6 svart drottning · c6 vit springare · d6 svart bonde · g6 svart bonde · g5 vit löpare · a4 svart bonde · c4 vit bonde · e4 vit bonde · g4 vit bonde · g3 vit bonde · a2 vit bonde · b2 vit bonde · f2 vit bonde · g2 vit löpare · a1 vit torn · d1 vit drottning · f1 vit torn · g1 vit kung | a8 svart torn · c8 svart löpare · f8 svart torn · g8 svart kung · a7 svart bonde · d7 svart springare · f7 svart bonde · g7 svart löpare · h7 svart bonde · a6 svart drottning · c6 vit springare · d6 svart bonde · g6 svart bonde · g5 vit löpare · a4 svart bonde · c4 vit bonde · e4 vit bonde · g4 vit bonde · g3 vit bonde · a2 vit bonde · b2 vit bonde · f2 vit bonde · g2 vit löpare · a1 vit torn · d1 vit drottning · f1 vit torn · g1 vit kung | a8 svart torn · c8 svart löpare · f8 svart torn · g8 svart kung · a7 svart bonde · d7 svart springare · f7 svart bonde · g7 svart löpare · h7 svart bonde · a6 svart drottning · c6 vit springare · d6 svart bonde · g6 svart bonde · g5 vit löpare · a4 svart bonde · c4 vit bonde · e4 vit bonde · g4 vit bonde · g3 vit bonde · a2 vit bonde · b2 vit bonde · f2 vit bonde · g2 vit löpare · a1 vit torn · d1 vit drottning · f1 vit torn · g1 vit kung | a8 svart torn · c8 svart löpare · f8 svart torn · g8 svart kung · a7 svart bonde · d7 svart springare · f7 svart bonde · g7 svart löpare · h7 svart bonde · a6 svart drottning · c6 vit springare · d6 svart bonde · g6 svart bonde · g5 vit löpare · a4 svart bonde · c4 vit bonde · e4 vit bonde · g4 vit bonde · g3 vit bonde · a2 vit bonde · b2 vit bonde · f2 vit bonde · g2 vit löpare · a1 vit torn · d1 vit drottning · f1 vit torn · g1 vit kung | a8 svart torn · c8 svart löpare · f8 svart torn · g8 svart kung · a7 svart bonde · d7 svart springare · f7 svart bonde · g7 svart löpare · h7 svart bonde · a6 svart drottning · c6 vit springare · d6 svart bonde · g6 svart bonde · g5 vit löpare · a4 svart bonde · c4 vit bonde · e4 vit bonde · g4 vit bonde · g3 vit bonde · a2 vit bonde · b2 vit bonde · f2 vit bonde · g2 vit löpare · a1 vit torn · d1 vit drottning · f1 vit torn · g1 vit kung | a8 svart torn · c8 svart löpare · f8 svart torn · g8 svart kung · a7 svart bonde · d7 svart springare · f7 svart bonde · g7 svart löpare · h7 svart bonde · a6 svart drottning · c6 vit springare · d6 svart bonde · g6 svart bonde · g5 vit löpare · a4 svart bonde · c4 vit bonde · e4 vit bonde · g4 vit bonde · g3 vit bonde · a2 vit bonde · b2 vit bonde · f2 vit bonde · g2 vit löpare · a1 vit torn · d1 vit drottning · f1 vit torn · g1 vit kung | 5 |
| 4 | a8 svart torn · c8 svart löpare · f8 svart torn · g8 svart kung · a7 svart bonde · d7 svart springare · f7 svart bonde · g7 svart löpare · h7 svart bonde · a6 svart drottning · c6 vit springare · d6 svart bonde · g6 svart bonde · g5 vit löpare · a4 svart bonde · c4 vit bonde · e4 vit bonde · g4 vit bonde · g3 vit bonde · a2 vit bonde · b2 vit bonde · f2 vit bonde · g2 vit löpare · a1 vit torn · d1 vit drottning · f1 vit torn · g1 vit kung | a8 svart torn · c8 svart löpare · f8 svart torn · g8 svart kung · a7 svart bonde · d7 svart springare · f7 svart bonde · g7 svart löpare · h7 svart bonde · a6 svart drottning · c6 vit springare · d6 svart bonde · g6 svart bonde · g5 vit löpare · a4 svart bonde · c4 vit bonde · e4 vit bonde · g4 vit bonde · g3 vit bonde · a2 vit bonde · b2 vit bonde · f2 vit bonde · g2 vit löpare · a1 vit torn · d1 vit drottning · f1 vit torn · g1 vit kung | a8 svart torn · c8 svart löpare · f8 svart torn · g8 svart kung · a7 svart bonde · d7 svart springare · f7 svart bonde · g7 svart löpare · h7 svart bonde · a6 svart drottning · c6 vit springare · d6 svart bonde · g6 svart bonde · g5 vit löpare · a4 svart bonde · c4 vit bonde · e4 vit bonde · g4 vit bonde · g3 vit bonde · a2 vit bonde · b2 vit bonde · f2 vit bonde · g2 vit löpare · a1 vit torn · d1 vit drottning · f1 vit torn · g1 vit kung | a8 svart torn · c8 svart löpare · f8 svart torn · g8 svart kung · a7 svart bonde · d7 svart springare · f7 svart bonde · g7 svart löpare · h7 svart bonde · a6 svart drottning · c6 vit springare · d6 svart bonde · g6 svart bonde · g5 vit löpare · a4 svart bonde · c4 vit bonde · e4 vit bonde · g4 vit bonde · g3 vit bonde · a2 vit bonde · b2 vit bonde · f2 vit bonde · g2 vit löpare · a1 vit torn · d1 vit drottning · f1 vit torn · g1 vit kung | a8 svart torn · c8 svart löpare · f8 svart torn · g8 svart kung · a7 svart bonde · d7 svart springare · f7 svart bonde · g7 svart löpare · h7 svart bonde · a6 svart drottning · c6 vit springare · d6 svart bonde · g6 svart bonde · g5 vit löpare · a4 svart bonde · c4 vit bonde · e4 vit bonde · g4 vit bonde · g3 vit bonde · a2 vit bonde · b2 vit bonde · f2 vit bonde · g2 vit löpare · a1 vit torn · d1 vit drottning · f1 vit torn · g1 vit kung | a8 svart torn · c8 svart löpare · f8 svart torn · g8 svart kung · a7 svart bonde · d7 svart springare · f7 svart bonde · g7 svart löpare · h7 svart bonde · a6 svart drottning · c6 vit springare · d6 svart bonde · g6 svart bonde · g5 vit löpare · a4 svart bonde · c4 vit bonde · e4 vit bonde · g4 vit bonde · g3 vit bonde · a2 vit bonde · b2 vit bonde · f2 vit bonde · g2 vit löpare · a1 vit torn · d1 vit drottning · f1 vit torn · g1 vit kung | a8 svart torn · c8 svart löpare · f8 svart torn · g8 svart kung · a7 svart bonde · d7 svart springare · f7 svart bonde · g7 svart löpare · h7 svart bonde · a6 svart drottning · c6 vit springare · d6 svart bonde · g6 svart bonde · g5 vit löpare · a4 svart bonde · c4 vit bonde · e4 vit bonde · g4 vit bonde · g3 vit bonde · a2 vit bonde · b2 vit bonde · f2 vit bonde · g2 vit löpare · a1 vit torn · d1 vit drottning · f1 vit torn · g1 vit kung | a8 svart torn · c8 svart löpare · f8 svart torn · g8 svart kung · a7 svart bonde · d7 svart springare · f7 svart bonde · g7 svart löpare · h7 svart bonde · a6 svart drottning · c6 vit springare · d6 svart bonde · g6 svart bonde · g5 vit löpare · a4 svart bonde · c4 vit bonde · e4 vit bonde · g4 vit bonde · g3 vit bonde · a2 vit bonde · b2 vit bonde · f2 vit bonde · g2 vit löpare · a1 vit torn · d1 vit drottning · f1 vit torn · g1 vit kung | 4 |
| 3 | a8 svart torn · c8 svart löpare · f8 svart torn · g8 svart kung · a7 svart bonde · d7 svart springare · f7 svart bonde · g7 svart löpare · h7 svart bonde · a6 svart drottning · c6 vit springare · d6 svart bonde · g6 svart bonde · g5 vit löpare · a4 svart bonde · c4 vit bonde · e4 vit bonde · g4 vit bonde · g3 vit bonde · a2 vit bonde · b2 vit bonde · f2 vit bonde · g2 vit löpare · a1 vit torn · d1 vit drottning · f1 vit torn · g1 vit kung | a8 svart torn · c8 svart löpare · f8 svart torn · g8 svart kung · a7 svart bonde · d7 svart springare · f7 svart bonde · g7 svart löpare · h7 svart bonde · a6 svart drottning · c6 vit springare · d6 svart bonde · g6 svart bonde · g5 vit löpare · a4 svart bonde · c4 vit bonde · e4 vit bonde · g4 vit bonde · g3 vit bonde · a2 vit bonde · b2 vit bonde · f2 vit bonde · g2 vit löpare · a1 vit torn · d1 vit drottning · f1 vit torn · g1 vit kung | a8 svart torn · c8 svart löpare · f8 svart torn · g8 svart kung · a7 svart bonde · d7 svart springare · f7 svart bonde · g7 svart löpare · h7 svart bonde · a6 svart drottning · c6 vit springare · d6 svart bonde · g6 svart bonde · g5 vit löpare · a4 svart bonde · c4 vit bonde · e4 vit bonde · g4 vit bonde · g3 vit bonde · a2 vit bonde · b2 vit bonde · f2 vit bonde · g2 vit löpare · a1 vit torn · d1 vit drottning · f1 vit torn · g1 vit kung | a8 svart torn · c8 svart löpare · f8 svart torn · g8 svart kung · a7 svart bonde · d7 svart springare · f7 svart bonde · g7 svart löpare · h7 svart bonde · a6 svart drottning · c6 vit springare · d6 svart bonde · g6 svart bonde · g5 vit löpare · a4 svart bonde · c4 vit bonde · e4 vit bonde · g4 vit bonde · g3 vit bonde · a2 vit bonde · b2 vit bonde · f2 vit bonde · g2 vit löpare · a1 vit torn · d1 vit drottning · f1 vit torn · g1 vit kung | a8 svart torn · c8 svart löpare · f8 svart torn · g8 svart kung · a7 svart bonde · d7 svart springare · f7 svart bonde · g7 svart löpare · h7 svart bonde · a6 svart drottning · c6 vit springare · d6 svart bonde · g6 svart bonde · g5 vit löpare · a4 svart bonde · c4 vit bonde · e4 vit bonde · g4 vit bonde · g3 vit bonde · a2 vit bonde · b2 vit bonde · f2 vit bonde · g2 vit löpare · a1 vit torn · d1 vit drottning · f1 vit torn · g1 vit kung | a8 svart torn · c8 svart löpare · f8 svart torn · g8 svart kung · a7 svart bonde · d7 svart springare · f7 svart bonde · g7 svart löpare · h7 svart bonde · a6 svart drottning · c6 vit springare · d6 svart bonde · g6 svart bonde · g5 vit löpare · a4 svart bonde · c4 vit bonde · e4 vit bonde · g4 vit bonde · g3 vit bonde · a2 vit bonde · b2 vit bonde · f2 vit bonde · g2 vit löpare · a1 vit torn · d1 vit drottning · f1 vit torn · g1 vit kung | a8 svart torn · c8 svart löpare · f8 svart torn · g8 svart kung · a7 svart bonde · d7 svart springare · f7 svart bonde · g7 svart löpare · h7 svart bonde · a6 svart drottning · c6 vit springare · d6 svart bonde · g6 svart bonde · g5 vit löpare · a4 svart bonde · c4 vit bonde · e4 vit bonde · g4 vit bonde · g3 vit bonde · a2 vit bonde · b2 vit bonde · f2 vit bonde · g2 vit löpare · a1 vit torn · d1 vit drottning · f1 vit torn · g1 vit kung | a8 svart torn · c8 svart löpare · f8 svart torn · g8 svart kung · a7 svart bonde · d7 svart springare · f7 svart bonde · g7 svart löpare · h7 svart bonde · a6 svart drottning · c6 vit springare · d6 svart bonde · g6 svart bonde · g5 vit löpare · a4 svart bonde · c4 vit bonde · e4 vit bonde · g4 vit bonde · g3 vit bonde · a2 vit bonde · b2 vit bonde · f2 vit bonde · g2 vit löpare · a1 vit torn · d1 vit drottning · f1 vit torn · g1 vit kung | 3 |
| 2 | a8 svart torn · c8 svart löpare · f8 svart torn · g8 svart kung · a7 svart bonde · d7 svart springare · f7 svart bonde · g7 svart löpare · h7 svart bonde · a6 svart drottning · c6 vit springare · d6 svart bonde · g6 svart bonde · g5 vit löpare · a4 svart bonde · c4 vit bonde · e4 vit bonde · g4 vit bonde · g3 vit bonde · a2 vit bonde · b2 vit bonde · f2 vit bonde · g2 vit löpare · a1 vit torn · d1 vit drottning · f1 vit torn · g1 vit kung | a8 svart torn · c8 svart löpare · f8 svart torn · g8 svart kung · a7 svart bonde · d7 svart springare · f7 svart bonde · g7 svart löpare · h7 svart bonde · a6 svart drottning · c6 vit springare · d6 svart bonde · g6 svart bonde · g5 vit löpare · a4 svart bonde · c4 vit bonde · e4 vit bonde · g4 vit bonde · g3 vit bonde · a2 vit bonde · b2 vit bonde · f2 vit bonde · g2 vit löpare · a1 vit torn · d1 vit drottning · f1 vit torn · g1 vit kung | a8 svart torn · c8 svart löpare · f8 svart torn · g8 svart kung · a7 svart bonde · d7 svart springare · f7 svart bonde · g7 svart löpare · h7 svart bonde · a6 svart drottning · c6 vit springare · d6 svart bonde · g6 svart bonde · g5 vit löpare · a4 svart bonde · c4 vit bonde · e4 vit bonde · g4 vit bonde · g3 vit bonde · a2 vit bonde · b2 vit bonde · f2 vit bonde · g2 vit löpare · a1 vit torn · d1 vit drottning · f1 vit torn · g1 vit kung | a8 svart torn · c8 svart löpare · f8 svart torn · g8 svart kung · a7 svart bonde · d7 svart springare · f7 svart bonde · g7 svart löpare · h7 svart bonde · a6 svart drottning · c6 vit springare · d6 svart bonde · g6 svart bonde · g5 vit löpare · a4 svart bonde · c4 vit bonde · e4 vit bonde · g4 vit bonde · g3 vit bonde · a2 vit bonde · b2 vit bonde · f2 vit bonde · g2 vit löpare · a1 vit torn · d1 vit drottning · f1 vit torn · g1 vit kung | a8 svart torn · c8 svart löpare · f8 svart torn · g8 svart kung · a7 svart bonde · d7 svart springare · f7 svart bonde · g7 svart löpare · h7 svart bonde · a6 svart drottning · c6 vit springare · d6 svart bonde · g6 svart bonde · g5 vit löpare · a4 svart bonde · c4 vit bonde · e4 vit bonde · g4 vit bonde · g3 vit bonde · a2 vit bonde · b2 vit bonde · f2 vit bonde · g2 vit löpare · a1 vit torn · d1 vit drottning · f1 vit torn · g1 vit kung | a8 svart torn · c8 svart löpare · f8 svart torn · g8 svart kung · a7 svart bonde · d7 svart springare · f7 svart bonde · g7 svart löpare · h7 svart bonde · a6 svart drottning · c6 vit springare · d6 svart bonde · g6 svart bonde · g5 vit löpare · a4 svart bonde · c4 vit bonde · e4 vit bonde · g4 vit bonde · g3 vit bonde · a2 vit bonde · b2 vit bonde · f2 vit bonde · g2 vit löpare · a1 vit torn · d1 vit drottning · f1 vit torn · g1 vit kung | a8 svart torn · c8 svart löpare · f8 svart torn · g8 svart kung · a7 svart bonde · d7 svart springare · f7 svart bonde · g7 svart löpare · h7 svart bonde · a6 svart drottning · c6 vit springare · d6 svart bonde · g6 svart bonde · g5 vit löpare · a4 svart bonde · c4 vit bonde · e4 vit bonde · g4 vit bonde · g3 vit bonde · a2 vit bonde · b2 vit bonde · f2 vit bonde · g2 vit löpare · a1 vit torn · d1 vit drottning · f1 vit torn · g1 vit kung | a8 svart torn · c8 svart löpare · f8 svart torn · g8 svart kung · a7 svart bonde · d7 svart springare · f7 svart bonde · g7 svart löpare · h7 svart bonde · a6 svart drottning · c6 vit springare · d6 svart bonde · g6 svart bonde · g5 vit löpare · a4 svart bonde · c4 vit bonde · e4 vit bonde · g4 vit bonde · g3 vit bonde · a2 vit bonde · b2 vit bonde · f2 vit bonde · g2 vit löpare · a1 vit torn · d1 vit drottning · f1 vit torn · g1 vit kung | 2 |
| 1 | a8 svart torn · c8 svart löpare · f8 svart torn · g8 svart kung · a7 svart bonde · d7 svart springare · f7 svart bonde · g7 svart löpare · h7 svart bonde · a6 svart drottning · c6 vit springare · d6 svart bonde · g6 svart bonde · g5 vit löpare · a4 svart bonde · c4 vit bonde · e4 vit bonde · g4 vit bonde · g3 vit bonde · a2 vit bonde · b2 vit bonde · f2 vit bonde · g2 vit löpare · a1 vit torn · d1 vit drottning · f1 vit torn · g1 vit kung | a8 svart torn · c8 svart löpare · f8 svart torn · g8 svart kung · a7 svart bonde · d7 svart springare · f7 svart bonde · g7 svart löpare · h7 svart bonde · a6 svart drottning · c6 vit springare · d6 svart bonde · g6 svart bonde · g5 vit löpare · a4 svart bonde · c4 vit bonde · e4 vit bonde · g4 vit bonde · g3 vit bonde · a2 vit bonde · b2 vit bonde · f2 vit bonde · g2 vit löpare · a1 vit torn · d1 vit drottning · f1 vit torn · g1 vit kung | a8 svart torn · c8 svart löpare · f8 svart torn · g8 svart kung · a7 svart bonde · d7 svart springare · f7 svart bonde · g7 svart löpare · h7 svart bonde · a6 svart drottning · c6 vit springare · d6 svart bonde · g6 svart bonde · g5 vit löpare · a4 svart bonde · c4 vit bonde · e4 vit bonde · g4 vit bonde · g3 vit bonde · a2 vit bonde · b2 vit bonde · f2 vit bonde · g2 vit löpare · a1 vit torn · d1 vit drottning · f1 vit torn · g1 vit kung | a8 svart torn · c8 svart löpare · f8 svart torn · g8 svart kung · a7 svart bonde · d7 svart springare · f7 svart bonde · g7 svart löpare · h7 svart bonde · a6 svart drottning · c6 vit springare · d6 svart bonde · g6 svart bonde · g5 vit löpare · a4 svart bonde · c4 vit bonde · e4 vit bonde · g4 vit bonde · g3 vit bonde · a2 vit bonde · b2 vit bonde · f2 vit bonde · g2 vit löpare · a1 vit torn · d1 vit drottning · f1 vit torn · g1 vit kung | a8 svart torn · c8 svart löpare · f8 svart torn · g8 svart kung · a7 svart bonde · d7 svart springare · f7 svart bonde · g7 svart löpare · h7 svart bonde · a6 svart drottning · c6 vit springare · d6 svart bonde · g6 svart bonde · g5 vit löpare · a4 svart bonde · c4 vit bonde · e4 vit bonde · g4 vit bonde · g3 vit bonde · a2 vit bonde · b2 vit bonde · f2 vit bonde · g2 vit löpare · a1 vit torn · d1 vit drottning · f1 vit torn · g1 vit kung | a8 svart torn · c8 svart löpare · f8 svart torn · g8 svart kung · a7 svart bonde · d7 svart springare · f7 svart bonde · g7 svart löpare · h7 svart bonde · a6 svart drottning · c6 vit springare · d6 svart bonde · g6 svart bonde · g5 vit löpare · a4 svart bonde · c4 vit bonde · e4 vit bonde · g4 vit bonde · g3 vit bonde · a2 vit bonde · b2 vit bonde · f2 vit bonde · g2 vit löpare · a1 vit torn · d1 vit drottning · f1 vit torn · g1 vit kung | a8 svart torn · c8 svart löpare · f8 svart torn · g8 svart kung · a7 svart bonde · d7 svart springare · f7 svart bonde · g7 svart löpare · h7 svart bonde · a6 svart drottning · c6 vit springare · d6 svart bonde · g6 svart bonde · g5 vit löpare · a4 svart bonde · c4 vit bonde · e4 vit bonde · g4 vit bonde · g3 vit bonde · a2 vit bonde · b2 vit bonde · f2 vit bonde · g2 vit löpare · a1 vit torn · d1 vit drottning · f1 vit torn · g1 vit kung | a8 svart torn · c8 svart löpare · f8 svart torn · g8 svart kung · a7 svart bonde · d7 svart springare · f7 svart bonde · g7 svart löpare · h7 svart bonde · a6 svart drottning · c6 vit springare · d6 svart bonde · g6 svart bonde · g5 vit löpare · a4 svart bonde · c4 vit bonde · e4 vit bonde · g4 vit bonde · g3 vit bonde · a2 vit bonde · b2 vit bonde · f2 vit bonde · g2 vit löpare · a1 vit torn · d1 vit drottning · f1 vit torn · g1 vit kung | 1 |
|   | a | b | c | d | e | f | g | h |   |

Speciellt för matchen var det stora antalet avgjorda partier. Bland annat slutade åtta partier i rad, från det nionde till det sextonde, med vinst för den ena spelaren. 
Det mest kända partiet från matchen är det fjortonde som ingick i den sviten av vinstpartier.
Det innehåller både kvalitets- och damoffer och anses vara ett av de bästa från VM-matcherna under 50- och 60-talen.
I diagramställningen spelade Smyslov 15...Dxc6! viket ser ut som ett misstag men som är ett postionellt kvalitetsoffer. Efter 16.e5 Dxc4 17.Lxa8 Sxe5 har svart utmärkt spel (enligt Smyslov).
Partiet fortsatte 18.Tc1 Db4 19.a3 Dxb2 20.Dxa4 (se det andra diagrammet).
|   | a | b | c | d | e | f | g | h |   |
| 8 | a8 vit löpare · c8 svart löpare · f8 svart torn · g8 svart kung · a7 svart bonde · f7 svart bonde · g7 svart löpare · h7 svart bonde · d6 svart bonde · g6 svart bonde · e5 svart springare · g5 vit löpare · a4 vit drottning · g4 vit bonde · a3 vit bonde · g3 vit bonde · b2 svart drottning · f2 vit bonde · c1 vit torn · f1 vit torn · g1 vit kung | a8 vit löpare · c8 svart löpare · f8 svart torn · g8 svart kung · a7 svart bonde · f7 svart bonde · g7 svart löpare · h7 svart bonde · d6 svart bonde · g6 svart bonde · e5 svart springare · g5 vit löpare · a4 vit drottning · g4 vit bonde · a3 vit bonde · g3 vit bonde · b2 svart drottning · f2 vit bonde · c1 vit torn · f1 vit torn · g1 vit kung | a8 vit löpare · c8 svart löpare · f8 svart torn · g8 svart kung · a7 svart bonde · f7 svart bonde · g7 svart löpare · h7 svart bonde · d6 svart bonde · g6 svart bonde · e5 svart springare · g5 vit löpare · a4 vit drottning · g4 vit bonde · a3 vit bonde · g3 vit bonde · b2 svart drottning · f2 vit bonde · c1 vit torn · f1 vit torn · g1 vit kung | a8 vit löpare · c8 svart löpare · f8 svart torn · g8 svart kung · a7 svart bonde · f7 svart bonde · g7 svart löpare · h7 svart bonde · d6 svart bonde · g6 svart bonde · e5 svart springare · g5 vit löpare · a4 vit drottning · g4 vit bonde · a3 vit bonde · g3 vit bonde · b2 svart drottning · f2 vit bonde · c1 vit torn · f1 vit torn · g1 vit kung | a8 vit löpare · c8 svart löpare · f8 svart torn · g8 svart kung · a7 svart bonde · f7 svart bonde · g7 svart löpare · h7 svart bonde · d6 svart bonde · g6 svart bonde · e5 svart springare · g5 vit löpare · a4 vit drottning · g4 vit bonde · a3 vit bonde · g3 vit bonde · b2 svart drottning · f2 vit bonde · c1 vit torn · f1 vit torn · g1 vit kung | a8 vit löpare · c8 svart löpare · f8 svart torn · g8 svart kung · a7 svart bonde · f7 svart bonde · g7 svart löpare · h7 svart bonde · d6 svart bonde · g6 svart bonde · e5 svart springare · g5 vit löpare · a4 vit drottning · g4 vit bonde · a3 vit bonde · g3 vit bonde · b2 svart drottning · f2 vit bonde · c1 vit torn · f1 vit torn · g1 vit kung | a8 vit löpare · c8 svart löpare · f8 svart torn · g8 svart kung · a7 svart bonde · f7 svart bonde · g7 svart löpare · h7 svart bonde · d6 svart bonde · g6 svart bonde · e5 svart springare · g5 vit löpare · a4 vit drottning · g4 vit bonde · a3 vit bonde · g3 vit bonde · b2 svart drottning · f2 vit bonde · c1 vit torn · f1 vit torn · g1 vit kung | a8 vit löpare · c8 svart löpare · f8 svart torn · g8 svart kung · a7 svart bonde · f7 svart bonde · g7 svart löpare · h7 svart bonde · d6 svart bonde · g6 svart bonde · e5 svart springare · g5 vit löpare · a4 vit drottning · g4 vit bonde · a3 vit bonde · g3 vit bonde · b2 svart drottning · f2 vit bonde · c1 vit torn · f1 vit torn · g1 vit kung | 8 |
| 7 | a8 vit löpare · c8 svart löpare · f8 svart torn · g8 svart kung · a7 svart bonde · f7 svart bonde · g7 svart löpare · h7 svart bonde · d6 svart bonde · g6 svart bonde · e5 svart springare · g5 vit löpare · a4 vit drottning · g4 vit bonde · a3 vit bonde · g3 vit bonde · b2 svart drottning · f2 vit bonde · c1 vit torn · f1 vit torn · g1 vit kung | a8 vit löpare · c8 svart löpare · f8 svart torn · g8 svart kung · a7 svart bonde · f7 svart bonde · g7 svart löpare · h7 svart bonde · d6 svart bonde · g6 svart bonde · e5 svart springare · g5 vit löpare · a4 vit drottning · g4 vit bonde · a3 vit bonde · g3 vit bonde · b2 svart drottning · f2 vit bonde · c1 vit torn · f1 vit torn · g1 vit kung | a8 vit löpare · c8 svart löpare · f8 svart torn · g8 svart kung · a7 svart bonde · f7 svart bonde · g7 svart löpare · h7 svart bonde · d6 svart bonde · g6 svart bonde · e5 svart springare · g5 vit löpare · a4 vit drottning · g4 vit bonde · a3 vit bonde · g3 vit bonde · b2 svart drottning · f2 vit bonde · c1 vit torn · f1 vit torn · g1 vit kung | a8 vit löpare · c8 svart löpare · f8 svart torn · g8 svart kung · a7 svart bonde · f7 svart bonde · g7 svart löpare · h7 svart bonde · d6 svart bonde · g6 svart bonde · e5 svart springare · g5 vit löpare · a4 vit drottning · g4 vit bonde · a3 vit bonde · g3 vit bonde · b2 svart drottning · f2 vit bonde · c1 vit torn · f1 vit torn · g1 vit kung | a8 vit löpare · c8 svart löpare · f8 svart torn · g8 svart kung · a7 svart bonde · f7 svart bonde · g7 svart löpare · h7 svart bonde · d6 svart bonde · g6 svart bonde · e5 svart springare · g5 vit löpare · a4 vit drottning · g4 vit bonde · a3 vit bonde · g3 vit bonde · b2 svart drottning · f2 vit bonde · c1 vit torn · f1 vit torn · g1 vit kung | a8 vit löpare · c8 svart löpare · f8 svart torn · g8 svart kung · a7 svart bonde · f7 svart bonde · g7 svart löpare · h7 svart bonde · d6 svart bonde · g6 svart bonde · e5 svart springare · g5 vit löpare · a4 vit drottning · g4 vit bonde · a3 vit bonde · g3 vit bonde · b2 svart drottning · f2 vit bonde · c1 vit torn · f1 vit torn · g1 vit kung | a8 vit löpare · c8 svart löpare · f8 svart torn · g8 svart kung · a7 svart bonde · f7 svart bonde · g7 svart löpare · h7 svart bonde · d6 svart bonde · g6 svart bonde · e5 svart springare · g5 vit löpare · a4 vit drottning · g4 vit bonde · a3 vit bonde · g3 vit bonde · b2 svart drottning · f2 vit bonde · c1 vit torn · f1 vit torn · g1 vit kung | a8 vit löpare · c8 svart löpare · f8 svart torn · g8 svart kung · a7 svart bonde · f7 svart bonde · g7 svart löpare · h7 svart bonde · d6 svart bonde · g6 svart bonde · e5 svart springare · g5 vit löpare · a4 vit drottning · g4 vit bonde · a3 vit bonde · g3 vit bonde · b2 svart drottning · f2 vit bonde · c1 vit torn · f1 vit torn · g1 vit kung | 7 |
| 6 | a8 vit löpare · c8 svart löpare · f8 svart torn · g8 svart kung · a7 svart bonde · f7 svart bonde · g7 svart löpare · h7 svart bonde · d6 svart bonde · g6 svart bonde · e5 svart springare · g5 vit löpare · a4 vit drottning · g4 vit bonde · a3 vit bonde · g3 vit bonde · b2 svart drottning · f2 vit bonde · c1 vit torn · f1 vit torn · g1 vit kung | a8 vit löpare · c8 svart löpare · f8 svart torn · g8 svart kung · a7 svart bonde · f7 svart bonde · g7 svart löpare · h7 svart bonde · d6 svart bonde · g6 svart bonde · e5 svart springare · g5 vit löpare · a4 vit drottning · g4 vit bonde · a3 vit bonde · g3 vit bonde · b2 svart drottning · f2 vit bonde · c1 vit torn · f1 vit torn · g1 vit kung | a8 vit löpare · c8 svart löpare · f8 svart torn · g8 svart kung · a7 svart bonde · f7 svart bonde · g7 svart löpare · h7 svart bonde · d6 svart bonde · g6 svart bonde · e5 svart springare · g5 vit löpare · a4 vit drottning · g4 vit bonde · a3 vit bonde · g3 vit bonde · b2 svart drottning · f2 vit bonde · c1 vit torn · f1 vit torn · g1 vit kung | a8 vit löpare · c8 svart löpare · f8 svart torn · g8 svart kung · a7 svart bonde · f7 svart bonde · g7 svart löpare · h7 svart bonde · d6 svart bonde · g6 svart bonde · e5 svart springare · g5 vit löpare · a4 vit drottning · g4 vit bonde · a3 vit bonde · g3 vit bonde · b2 svart drottning · f2 vit bonde · c1 vit torn · f1 vit torn · g1 vit kung | a8 vit löpare · c8 svart löpare · f8 svart torn · g8 svart kung · a7 svart bonde · f7 svart bonde · g7 svart löpare · h7 svart bonde · d6 svart bonde · g6 svart bonde · e5 svart springare · g5 vit löpare · a4 vit drottning · g4 vit bonde · a3 vit bonde · g3 vit bonde · b2 svart drottning · f2 vit bonde · c1 vit torn · f1 vit torn · g1 vit kung | a8 vit löpare · c8 svart löpare · f8 svart torn · g8 svart kung · a7 svart bonde · f7 svart bonde · g7 svart löpare · h7 svart bonde · d6 svart bonde · g6 svart bonde · e5 svart springare · g5 vit löpare · a4 vit drottning · g4 vit bonde · a3 vit bonde · g3 vit bonde · b2 svart drottning · f2 vit bonde · c1 vit torn · f1 vit torn · g1 vit kung | a8 vit löpare · c8 svart löpare · f8 svart torn · g8 svart kung · a7 svart bonde · f7 svart bonde · g7 svart löpare · h7 svart bonde · d6 svart bonde · g6 svart bonde · e5 svart springare · g5 vit löpare · a4 vit drottning · g4 vit bonde · a3 vit bonde · g3 vit bonde · b2 svart drottning · f2 vit bonde · c1 vit torn · f1 vit torn · g1 vit kung | a8 vit löpare · c8 svart löpare · f8 svart torn · g8 svart kung · a7 svart bonde · f7 svart bonde · g7 svart löpare · h7 svart bonde · d6 svart bonde · g6 svart bonde · e5 svart springare · g5 vit löpare · a4 vit drottning · g4 vit bonde · a3 vit bonde · g3 vit bonde · b2 svart drottning · f2 vit bonde · c1 vit torn · f1 vit torn · g1 vit kung | 6 |
| 5 | a8 vit löpare · c8 svart löpare · f8 svart torn · g8 svart kung · a7 svart bonde · f7 svart bonde · g7 svart löpare · h7 svart bonde · d6 svart bonde · g6 svart bonde · e5 svart springare · g5 vit löpare · a4 vit drottning · g4 vit bonde · a3 vit bonde · g3 vit bonde · b2 svart drottning · f2 vit bonde · c1 vit torn · f1 vit torn · g1 vit kung | a8 vit löpare · c8 svart löpare · f8 svart torn · g8 svart kung · a7 svart bonde · f7 svart bonde · g7 svart löpare · h7 svart bonde · d6 svart bonde · g6 svart bonde · e5 svart springare · g5 vit löpare · a4 vit drottning · g4 vit bonde · a3 vit bonde · g3 vit bonde · b2 svart drottning · f2 vit bonde · c1 vit torn · f1 vit torn · g1 vit kung | a8 vit löpare · c8 svart löpare · f8 svart torn · g8 svart kung · a7 svart bonde · f7 svart bonde · g7 svart löpare · h7 svart bonde · d6 svart bonde · g6 svart bonde · e5 svart springare · g5 vit löpare · a4 vit drottning · g4 vit bonde · a3 vit bonde · g3 vit bonde · b2 svart drottning · f2 vit bonde · c1 vit torn · f1 vit torn · g1 vit kung | a8 vit löpare · c8 svart löpare · f8 svart torn · g8 svart kung · a7 svart bonde · f7 svart bonde · g7 svart löpare · h7 svart bonde · d6 svart bonde · g6 svart bonde · e5 svart springare · g5 vit löpare · a4 vit drottning · g4 vit bonde · a3 vit bonde · g3 vit bonde · b2 svart drottning · f2 vit bonde · c1 vit torn · f1 vit torn · g1 vit kung | a8 vit löpare · c8 svart löpare · f8 svart torn · g8 svart kung · a7 svart bonde · f7 svart bonde · g7 svart löpare · h7 svart bonde · d6 svart bonde · g6 svart bonde · e5 svart springare · g5 vit löpare · a4 vit drottning · g4 vit bonde · a3 vit bonde · g3 vit bonde · b2 svart drottning · f2 vit bonde · c1 vit torn · f1 vit torn · g1 vit kung | a8 vit löpare · c8 svart löpare · f8 svart torn · g8 svart kung · a7 svart bonde · f7 svart bonde · g7 svart löpare · h7 svart bonde · d6 svart bonde · g6 svart bonde · e5 svart springare · g5 vit löpare · a4 vit drottning · g4 vit bonde · a3 vit bonde · g3 vit bonde · b2 svart drottning · f2 vit bonde · c1 vit torn · f1 vit torn · g1 vit kung | a8 vit löpare · c8 svart löpare · f8 svart torn · g8 svart kung · a7 svart bonde · f7 svart bonde · g7 svart löpare · h7 svart bonde · d6 svart bonde · g6 svart bonde · e5 svart springare · g5 vit löpare · a4 vit drottning · g4 vit bonde · a3 vit bonde · g3 vit bonde · b2 svart drottning · f2 vit bonde · c1 vit torn · f1 vit torn · g1 vit kung | a8 vit löpare · c8 svart löpare · f8 svart torn · g8 svart kung · a7 svart bonde · f7 svart bonde · g7 svart löpare · h7 svart bonde · d6 svart bonde · g6 svart bonde · e5 svart springare · g5 vit löpare · a4 vit drottning · g4 vit bonde · a3 vit bonde · g3 vit bonde · b2 svart drottning · f2 vit bonde · c1 vit torn · f1 vit torn · g1 vit kung | 5 |
| 4 | a8 vit löpare · c8 svart löpare · f8 svart torn · g8 svart kung · a7 svart bonde · f7 svart bonde · g7 svart löpare · h7 svart bonde · d6 svart bonde · g6 svart bonde · e5 svart springare · g5 vit löpare · a4 vit drottning · g4 vit bonde · a3 vit bonde · g3 vit bonde · b2 svart drottning · f2 vit bonde · c1 vit torn · f1 vit torn · g1 vit kung | a8 vit löpare · c8 svart löpare · f8 svart torn · g8 svart kung · a7 svart bonde · f7 svart bonde · g7 svart löpare · h7 svart bonde · d6 svart bonde · g6 svart bonde · e5 svart springare · g5 vit löpare · a4 vit drottning · g4 vit bonde · a3 vit bonde · g3 vit bonde · b2 svart drottning · f2 vit bonde · c1 vit torn · f1 vit torn · g1 vit kung | a8 vit löpare · c8 svart löpare · f8 svart torn · g8 svart kung · a7 svart bonde · f7 svart bonde · g7 svart löpare · h7 svart bonde · d6 svart bonde · g6 svart bonde · e5 svart springare · g5 vit löpare · a4 vit drottning · g4 vit bonde · a3 vit bonde · g3 vit bonde · b2 svart drottning · f2 vit bonde · c1 vit torn · f1 vit torn · g1 vit kung | a8 vit löpare · c8 svart löpare · f8 svart torn · g8 svart kung · a7 svart bonde · f7 svart bonde · g7 svart löpare · h7 svart bonde · d6 svart bonde · g6 svart bonde · e5 svart springare · g5 vit löpare · a4 vit drottning · g4 vit bonde · a3 vit bonde · g3 vit bonde · b2 svart drottning · f2 vit bonde · c1 vit torn · f1 vit torn · g1 vit kung | a8 vit löpare · c8 svart löpare · f8 svart torn · g8 svart kung · a7 svart bonde · f7 svart bonde · g7 svart löpare · h7 svart bonde · d6 svart bonde · g6 svart bonde · e5 svart springare · g5 vit löpare · a4 vit drottning · g4 vit bonde · a3 vit bonde · g3 vit bonde · b2 svart drottning · f2 vit bonde · c1 vit torn · f1 vit torn · g1 vit kung | a8 vit löpare · c8 svart löpare · f8 svart torn · g8 svart kung · a7 svart bonde · f7 svart bonde · g7 svart löpare · h7 svart bonde · d6 svart bonde · g6 svart bonde · e5 svart springare · g5 vit löpare · a4 vit drottning · g4 vit bonde · a3 vit bonde · g3 vit bonde · b2 svart drottning · f2 vit bonde · c1 vit torn · f1 vit torn · g1 vit kung | a8 vit löpare · c8 svart löpare · f8 svart torn · g8 svart kung · a7 svart bonde · f7 svart bonde · g7 svart löpare · h7 svart bonde · d6 svart bonde · g6 svart bonde · e5 svart springare · g5 vit löpare · a4 vit drottning · g4 vit bonde · a3 vit bonde · g3 vit bonde · b2 svart drottning · f2 vit bonde · c1 vit torn · f1 vit torn · g1 vit kung | a8 vit löpare · c8 svart löpare · f8 svart torn · g8 svart kung · a7 svart bonde · f7 svart bonde · g7 svart löpare · h7 svart bonde · d6 svart bonde · g6 svart bonde · e5 svart springare · g5 vit löpare · a4 vit drottning · g4 vit bonde · a3 vit bonde · g3 vit bonde · b2 svart drottning · f2 vit bonde · c1 vit torn · f1 vit torn · g1 vit kung | 4 |
| 3 | a8 vit löpare · c8 svart löpare · f8 svart torn · g8 svart kung · a7 svart bonde · f7 svart bonde · g7 svart löpare · h7 svart bonde · d6 svart bonde · g6 svart bonde · e5 svart springare · g5 vit löpare · a4 vit drottning · g4 vit bonde · a3 vit bonde · g3 vit bonde · b2 svart drottning · f2 vit bonde · c1 vit torn · f1 vit torn · g1 vit kung | a8 vit löpare · c8 svart löpare · f8 svart torn · g8 svart kung · a7 svart bonde · f7 svart bonde · g7 svart löpare · h7 svart bonde · d6 svart bonde · g6 svart bonde · e5 svart springare · g5 vit löpare · a4 vit drottning · g4 vit bonde · a3 vit bonde · g3 vit bonde · b2 svart drottning · f2 vit bonde · c1 vit torn · f1 vit torn · g1 vit kung | a8 vit löpare · c8 svart löpare · f8 svart torn · g8 svart kung · a7 svart bonde · f7 svart bonde · g7 svart löpare · h7 svart bonde · d6 svart bonde · g6 svart bonde · e5 svart springare · g5 vit löpare · a4 vit drottning · g4 vit bonde · a3 vit bonde · g3 vit bonde · b2 svart drottning · f2 vit bonde · c1 vit torn · f1 vit torn · g1 vit kung | a8 vit löpare · c8 svart löpare · f8 svart torn · g8 svart kung · a7 svart bonde · f7 svart bonde · g7 svart löpare · h7 svart bonde · d6 svart bonde · g6 svart bonde · e5 svart springare · g5 vit löpare · a4 vit drottning · g4 vit bonde · a3 vit bonde · g3 vit bonde · b2 svart drottning · f2 vit bonde · c1 vit torn · f1 vit torn · g1 vit kung | a8 vit löpare · c8 svart löpare · f8 svart torn · g8 svart kung · a7 svart bonde · f7 svart bonde · g7 svart löpare · h7 svart bonde · d6 svart bonde · g6 svart bonde · e5 svart springare · g5 vit löpare · a4 vit drottning · g4 vit bonde · a3 vit bonde · g3 vit bonde · b2 svart drottning · f2 vit bonde · c1 vit torn · f1 vit torn · g1 vit kung | a8 vit löpare · c8 svart löpare · f8 svart torn · g8 svart kung · a7 svart bonde · f7 svart bonde · g7 svart löpare · h7 svart bonde · d6 svart bonde · g6 svart bonde · e5 svart springare · g5 vit löpare · a4 vit drottning · g4 vit bonde · a3 vit bonde · g3 vit bonde · b2 svart drottning · f2 vit bonde · c1 vit torn · f1 vit torn · g1 vit kung | a8 vit löpare · c8 svart löpare · f8 svart torn · g8 svart kung · a7 svart bonde · f7 svart bonde · g7 svart löpare · h7 svart bonde · d6 svart bonde · g6 svart bonde · e5 svart springare · g5 vit löpare · a4 vit drottning · g4 vit bonde · a3 vit bonde · g3 vit bonde · b2 svart drottning · f2 vit bonde · c1 vit torn · f1 vit torn · g1 vit kung | a8 vit löpare · c8 svart löpare · f8 svart torn · g8 svart kung · a7 svart bonde · f7 svart bonde · g7 svart löpare · h7 svart bonde · d6 svart bonde · g6 svart bonde · e5 svart springare · g5 vit löpare · a4 vit drottning · g4 vit bonde · a3 vit bonde · g3 vit bonde · b2 svart drottning · f2 vit bonde · c1 vit torn · f1 vit torn · g1 vit kung | 3 |
| 2 | a8 vit löpare · c8 svart löpare · f8 svart torn · g8 svart kung · a7 svart bonde · f7 svart bonde · g7 svart löpare · h7 svart bonde · d6 svart bonde · g6 svart bonde · e5 svart springare · g5 vit löpare · a4 vit drottning · g4 vit bonde · a3 vit bonde · g3 vit bonde · b2 svart drottning · f2 vit bonde · c1 vit torn · f1 vit torn · g1 vit kung | a8 vit löpare · c8 svart löpare · f8 svart torn · g8 svart kung · a7 svart bonde · f7 svart bonde · g7 svart löpare · h7 svart bonde · d6 svart bonde · g6 svart bonde · e5 svart springare · g5 vit löpare · a4 vit drottning · g4 vit bonde · a3 vit bonde · g3 vit bonde · b2 svart drottning · f2 vit bonde · c1 vit torn · f1 vit torn · g1 vit kung | a8 vit löpare · c8 svart löpare · f8 svart torn · g8 svart kung · a7 svart bonde · f7 svart bonde · g7 svart löpare · h7 svart bonde · d6 svart bonde · g6 svart bonde · e5 svart springare · g5 vit löpare · a4 vit drottning · g4 vit bonde · a3 vit bonde · g3 vit bonde · b2 svart drottning · f2 vit bonde · c1 vit torn · f1 vit torn · g1 vit kung | a8 vit löpare · c8 svart löpare · f8 svart torn · g8 svart kung · a7 svart bonde · f7 svart bonde · g7 svart löpare · h7 svart bonde · d6 svart bonde · g6 svart bonde · e5 svart springare · g5 vit löpare · a4 vit drottning · g4 vit bonde · a3 vit bonde · g3 vit bonde · b2 svart drottning · f2 vit bonde · c1 vit torn · f1 vit torn · g1 vit kung | a8 vit löpare · c8 svart löpare · f8 svart torn · g8 svart kung · a7 svart bonde · f7 svart bonde · g7 svart löpare · h7 svart bonde · d6 svart bonde · g6 svart bonde · e5 svart springare · g5 vit löpare · a4 vit drottning · g4 vit bonde · a3 vit bonde · g3 vit bonde · b2 svart drottning · f2 vit bonde · c1 vit torn · f1 vit torn · g1 vit kung | a8 vit löpare · c8 svart löpare · f8 svart torn · g8 svart kung · a7 svart bonde · f7 svart bonde · g7 svart löpare · h7 svart bonde · d6 svart bonde · g6 svart bonde · e5 svart springare · g5 vit löpare · a4 vit drottning · g4 vit bonde · a3 vit bonde · g3 vit bonde · b2 svart drottning · f2 vit bonde · c1 vit torn · f1 vit torn · g1 vit kung | a8 vit löpare · c8 svart löpare · f8 svart torn · g8 svart kung · a7 svart bonde · f7 svart bonde · g7 svart löpare · h7 svart bonde · d6 svart bonde · g6 svart bonde · e5 svart springare · g5 vit löpare · a4 vit drottning · g4 vit bonde · a3 vit bonde · g3 vit bonde · b2 svart drottning · f2 vit bonde · c1 vit torn · f1 vit torn · g1 vit kung | a8 vit löpare · c8 svart löpare · f8 svart torn · g8 svart kung · a7 svart bonde · f7 svart bonde · g7 svart löpare · h7 svart bonde · d6 svart bonde · g6 svart bonde · e5 svart springare · g5 vit löpare · a4 vit drottning · g4 vit bonde · a3 vit bonde · g3 vit bonde · b2 svart drottning · f2 vit bonde · c1 vit torn · f1 vit torn · g1 vit kung | 2 |
| 1 | a8 vit löpare · c8 svart löpare · f8 svart torn · g8 svart kung · a7 svart bonde · f7 svart bonde · g7 svart löpare · h7 svart bonde · d6 svart bonde · g6 svart bonde · e5 svart springare · g5 vit löpare · a4 vit drottning · g4 vit bonde · a3 vit bonde · g3 vit bonde · b2 svart drottning · f2 vit bonde · c1 vit torn · f1 vit torn · g1 vit kung | a8 vit löpare · c8 svart löpare · f8 svart torn · g8 svart kung · a7 svart bonde · f7 svart bonde · g7 svart löpare · h7 svart bonde · d6 svart bonde · g6 svart bonde · e5 svart springare · g5 vit löpare · a4 vit drottning · g4 vit bonde · a3 vit bonde · g3 vit bonde · b2 svart drottning · f2 vit bonde · c1 vit torn · f1 vit torn · g1 vit kung | a8 vit löpare · c8 svart löpare · f8 svart torn · g8 svart kung · a7 svart bonde · f7 svart bonde · g7 svart löpare · h7 svart bonde · d6 svart bonde · g6 svart bonde · e5 svart springare · g5 vit löpare · a4 vit drottning · g4 vit bonde · a3 vit bonde · g3 vit bonde · b2 svart drottning · f2 vit bonde · c1 vit torn · f1 vit torn · g1 vit kung | a8 vit löpare · c8 svart löpare · f8 svart torn · g8 svart kung · a7 svart bonde · f7 svart bonde · g7 svart löpare · h7 svart bonde · d6 svart bonde · g6 svart bonde · e5 svart springare · g5 vit löpare · a4 vit drottning · g4 vit bonde · a3 vit bonde · g3 vit bonde · b2 svart drottning · f2 vit bonde · c1 vit torn · f1 vit torn · g1 vit kung | a8 vit löpare · c8 svart löpare · f8 svart torn · g8 svart kung · a7 svart bonde · f7 svart bonde · g7 svart löpare · h7 svart bonde · d6 svart bonde · g6 svart bonde · e5 svart springare · g5 vit löpare · a4 vit drottning · g4 vit bonde · a3 vit bonde · g3 vit bonde · b2 svart drottning · f2 vit bonde · c1 vit torn · f1 vit torn · g1 vit kung | a8 vit löpare · c8 svart löpare · f8 svart torn · g8 svart kung · a7 svart bonde · f7 svart bonde · g7 svart löpare · h7 svart bonde · d6 svart bonde · g6 svart bonde · e5 svart springare · g5 vit löpare · a4 vit drottning · g4 vit bonde · a3 vit bonde · g3 vit bonde · b2 svart drottning · f2 vit bonde · c1 vit torn · f1 vit torn · g1 vit kung | a8 vit löpare · c8 svart löpare · f8 svart torn · g8 svart kung · a7 svart bonde · f7 svart bonde · g7 svart löpare · h7 svart bonde · d6 svart bonde · g6 svart bonde · e5 svart springare · g5 vit löpare · a4 vit drottning · g4 vit bonde · a3 vit bonde · g3 vit bonde · b2 svart drottning · f2 vit bonde · c1 vit torn · f1 vit torn · g1 vit kung | a8 vit löpare · c8 svart löpare · f8 svart torn · g8 svart kung · a7 svart bonde · f7 svart bonde · g7 svart löpare · h7 svart bonde · d6 svart bonde · g6 svart bonde · e5 svart springare · g5 vit löpare · a4 vit drottning · g4 vit bonde · a3 vit bonde · g3 vit bonde · b2 svart drottning · f2 vit bonde · c1 vit torn · f1 vit torn · g1 vit kung | 1 |
|   | a | b | c | d | e | f | g | h |   |

Här hittade Smyslov 20...Lb7! som är ett djupt, postionellt damoffer. Vit hade gjort bäst i att avböja offret med 21.Lxb7 Dxb7 men valde att anta det med 21.Tb1 Sf3+ 22.Kh1 Lxa8 23.Txb2. 
Efter 23...Sxg5+ 24.Kh2 Sf3+ 25.Kh3 Lxb2 hade svart tre lätta pjäser och angrepp mot vits kung som kompensation för damen. Det visade sig vara mer än tillräckligt och Botvinnik gav upp partiet efter 33 drag.